# ماورو أليس
ماورو أليس (بالبرتغالية: Mauro Alice‏) هو رسام ومونتير برازيلي، ولد في 1925 في كوريتيبا في البرازيل، وتوفي في 23 نوفمبر 2010 في ساو باولو في البرازيل.

## وصلات خارجية
- ماورو أليس على موقع IMDb (الإنجليزية)
- ماورو أليس على موقع ألو سيني (الفرنسية)
- ماورو أليس على موقع أول موفي (الإنجليزية)
- ماورو أليس على موقع قاعدة بيانات الأفلام السويدية (السويدية)
- ماورو أليس على موقع قاعدة بيانات الفيلم (الإنجليزية)
- ماورو أليس على موقع كينوبويسك (الروسية)